# Adolfo Cornazzani
Adolfo Cornazzani (Genova, 16 giugno 1902 – Genova, 11 maggio 1975) è stato un calciatore italiano, di ruolo centrocampista.

## Carriera
A partire dalla stagione 1921-1922 disputa complessivamente con l'Andrea Doria 76 partite in massima serie segnando 11 gol fino alla stagione 1926-1927.
Nella La Dominante conta 11 presenze nel 1927-1928 e una presenza nel 1928-1929.
Dopo la fine della carriera da calciatore ha ricoperto anche il ruolo di arbitro.

### Presenze e reti nei club
| Stagione            | Squadra             | Campionato          | Campionato | Campionato | Coppe nazionali | Coppe nazionali | Coppe nazionali | Totale | Totale |
| Stagione            | Squadra             | Comp                | Pres       | Reti       | Comp            | Pres            | Reti            | Pres   | Reti   |
| ------------------- | ------------------- | ------------------- | ---------- | ---------- | --------------- | --------------- | --------------- | ------ | ------ |
| 1919-1920           | Andrea Doria        | 1ª Cat              | 2          | 0          | -               | -               | -               | 2      | 0      |
| 1920-1921           | Andrea Doria        | 1ª Cat              | -          | -          | -               | -               | -               | -      | -      |
| 1921-1922           | Andrea Doria        | 1ª Div              | 12         | 4          | -               | -               | -               | 12     | 4      |
| 1922-1923           | Andrea Doria        | 1ª Div              | 7          | 4          | -               | -               | -               | 7      | 4      |
| 1923-1924           | Andrea Doria        | 1ª Div              | 11         | 3          | -               | -               | -               | 11     | 3      |
| 1924-1925           | Andrea Doria        | 1ª Div              | 23         | 2          | -               | -               | -               | 23     | 2      |
| 1925-1926           | Andrea Doria        | 1ª Div              | 18         | 1          | -               | -               | -               | 18     | 1      |
| 1926-1927           | Andrea Doria        | DN                  | 17         | 1          | CN+CA           | 7               | 1               | 24     | 2      |
| Totale Andrea Doria | Totale Andrea Doria | Totale Andrea Doria | 90         | 15         | -               | 9               | 2               | 99     | 17     |
| 1927-1928           | La Dominante        | DN                  | 11         | 0          | CN              | 12              | 1               | 23     | 1      |
| 1928-1929           | La Dominante        | DN                  | 1          | 0          | -               | -               | -               | 1      | 0      |
| Totale La Dominante | Totale La Dominante | Totale La Dominante | 12         | 0          | -               | 12              | 1               | 24     | 1      |
| Totale Campionato   | Totale Campionato   |                     | 102        | 15         | -               | 21              | 3               | 123    | 18     |